# Atopochilus vogti
Atopochilus vogti és una espècie de peix de la família dels mochòkids i de l'ordre dels siluriformes.
És ovípar. És un peix d'aigua dolça i de clima tropical. Es troba al riu Waim a Tanzània (Àfrica}. Els mascles poden assolir 12,6 cm de longitud total.